# Ante Bilić
Ante Bilić (* 28. September 1983 in Split, Kroatien) ist ein ehemaliger kroatischer Boxer, Kickboxer und K-1-Fighter.

## Sportliche Laufbahn
Bilić wurde in Split geboren und kam schon in jungen Jahren zum Kampfsport. Seine ersten Titel gewann er im Kickboxen. Hier wurde er dreimaliger Weltmeister der World Kickboxing Association (WKA). Nebenbei begann Bilić seine Karriere als Amateurboxer. Er absolvierte 106 Amateurkämpfe, von denen er 101 gewann, und wurde vier Mal kroatischer Landesmeister. Parallel stieg Bilić auch noch als K-1-Fighter in den Ring. Er bestritt insgesamt 66 Kickbox- und K1-Kämpfe, von denen er 63 gewinnen konnte. Er wurde mehrfacher Turniersieger.
Im Mai 2002 unterschrieb Ante Bilić einen Vertrag als Profiboxer bei einem italienischen Manager und Promoter. Doch schon zum Jahresende, im November 2003, unterschrieb Bilić einen Managervertrag bei dem deutschen Boxmanager Ebby Thust. Sein neuer Promoter wurde AURA SPORTS, eine deutsche Promotergruppe.
Von Mai 2002 bis April 2012 bestritt er 29 Profiboxkämpfe, von denen er 27 gewann. 14 der Kämpfe bestritt er in Deutschland. Er wurde am 16. Oktober 2004 Jugendweltmeister der WBC im Halbmittelgewicht und konnte den Titel viermal verteidigen, ehe er am 9. Mai 2006 nach Punkten gegen Lukáš Konečný verlor. Nach weiteren Siegen, darunter gegen Geard Ajetović, boxte er am 21. April 2012 um den Europameistertitel der WBO im Mittelgewicht und siegte dabei einstimmig nach Punkten gegen Rafael Bejaran.

## Persönliches
Ante Bilić, der neben seiner Boxkarriere auch als Leibwächter von Željko Kerum tätig war, wurde im Dezember 2013 wegen Mordes zu 12 Jahren Freiheitsstrafe verurteilt. Bilić hatte aus nicht bekannten Gründen am 23. Oktober 2012 in Podstrana einen Mann beim Verlassen eines Lokals erschossen.